# Pražská pánev
Pražská pánev je rozsáhlá brachysynklinální geologická struktura ve středních Čechách. Na mapě zaujímá oválný tvar protažený v JZ-SV směru přibližně mezi Rokycany a Úvaly. Obsahuje převážně sedimentární (usazené), v menší míře pak vulkanické horniny vzniklé během ordoviku, siluru a devonu v prvohorách. Nachází se zde mnoho světově významných stratigrafických a paleontologických lokalit, včetně mezinárodního stratotypu hranice silur-devon.

## Geologický vývoj

### Ordovik
Vývoj pražské pánve začíná ve spodním ordoviku, konkrétně ve stupni tremadok. Zpočátku měla sedimentární pánev tvar lineární deprese. Během svrchního ordoviku se rozloha této pánve zvětšovala a sedimentační prostor se tak postupně měnil na okrajové moře.
Nejstarší třenické souvrství vzniklo mořskou transgresí přes starší proterozoické a kambrické horninové sledy a tvoří ho hlavně mělkovodní křemenné pískovce, droby a arkózy. Klastický materiál pochází z proterozoických hornin a z vulkanických hornin křivoklátsko-rokycanského komplexu.
V nadložním milínském souvrství probíhala sedimentace stále během tremadoku během epizodických mořských regresí. Je složené především z sedimentárních silicitů s mnoha jehlicemi mořských hub.
Výrazná změna v mořském prostředí a další transgrese je zřejmá na počátku arenigu v klabavském souvrství, které je až 300 metrů mocné a tvoří ho šedozelené břidlice s příměsí prachu, písku a vulkanických materiálů. Fauna zahrnuje graptolity, trilobity, korýše, nejstarší hlavonožce a mikrofaunu (konodonty, chitinozoa, akritarchy). V dolní části klabavského souvrství se nacházejí červené olešenské břidlice s hojnými drobnými ramenonožci. Během arenigu začala dlouhotrvající vulkanická činnost komárovského komplexu, která se vázala na trhliny sv.-jz. směru. Vulkanická činnost pokračovala až do svrchního ordoviku, přičemž hlavními produkty byly různé typy alkalických bazických hornin od alkalických andezitů po olivinické bazalty.
Vrchol vulkanické činnosti komárovského komplexu nastal během sedimentace šáreckého souvrství, kdy vznikla ložiska oolitických železných rud. Většinou jde o izolovaná čočkovitá tělesa přecházející do břidlic nebo vulkanických produktů. Šárecké souvrství je charakteristické tmavě šedými jílovými a jemně slídnatými prachovitými břidlicemi, které odrážejí postupující transgresi a prohlubování sedimentační pánve. Břidlice obsahují karbonátové a sekundárně prokřemenělé konkrece s bohatou faunou (trilobity, ramenonožci, mlži, plži, hyoliti, ostnokožci, graptoliti, korýši).
Nad šáreckým souvrstvím leží dobrotivské souvrství. Spodní část souvrství tvoří proměnlivě mocná písčitá facie (světlé skalecké křemence) s hojnými ichnofosiliemi Skolithos. Dominantní břidličná facie je podobná břidlicím šáreckého souvrství, ale s odlišnou faunou.
Svrchní ordovik začíná libeňským souvrstvím, které mimo komárovský vulkanický komplex tvoří libeňské břidlice a řevnické křemence. Libeňské břidlice jsou černé, jemně slídnaté, jílové a prachovité břidlice ukládané v hlubokomořském anoxickém prostředí. Řevnické křemence naopak odrážejí mělkovodní prokysličené prostředí se zachovanými ichnofosiliemi.
Letenské souvrství je tvořeno drobami, křemennými pískovci, prachovci a břidlicemi, které se rychle střídají v důsledku sezónních změn. Materiál se ukládal v mělkovodním a neklidném prostředí, byl přenášen a tříděn vlnami a mořskými proudy. V bentózní fauně dominují trilobiti, ramenonožci a ostnokožci.
Přechod z letenského do vinického souvrství je doprovázen výrazným zdvihem mořské hladiny a změnou charakteru sedimentační pánve z lineární deprese na okrajové moře. Ve vinickém souvrství se proto usazují hlubokomořské sedimenty - černošedé břidlice. Fauna je méně rozmanitá a zahrnuje drobné ramenonožce, trilobity, mlže, hyolity, ostrakody a graptolity.
Nadložní zahořanské souvrství se skládá převážně z šedých a šedozelených slídnatých prachovců. Vyskytují se zde vápnité konkrece s fosiliemi bentózní fauny, jako jsou ramenonožci, trilobiti a ostnokožci.
Během sedimentace bohdaleckého souvrství přetrvává hlubokomořské anoxické prostředí a ukládají se tmavě šedé jílovité břidlice, místy obsahující vtroušený pyrit. Hojné zkameněliny zahrnují trilobity, drobné brachiopody, mlže, plže a ostrakody. 
V nadložním králodvorském souvrství se odráží vyrovnané sedimentační podmínky a je tvořeno převážně zelenošedými až šedými jílovými břidlicemi s karbonátovými konkrecemi. Fauna je bohatá a rozmanitá, typičtí jsou trilobiti, graptoliti a ramenonožci.
Ordovický vývoj pražské pánve je zakončen sedimentací kosovského souvrství. Na bázi se nacházejí hrubozrnné pískovce s klasty, pravděpodobně transportovanými ledovými krami. Nad nimi se střídají mělkovodní, jemně laminované pískovce, droby a prachovce s diagonálním a křížovým zvrstvením, bez přítomnosti zkamenělin. Zkameněliny, zejména rameonožci rodu Hirnantia, se objevují opět v nejvyšších polohách kosovského souvrství těsně pod hranicí se silurem.

### Silur
Počátek siluru je v pražské pánvi doprovázen sedimentací černých graptolitových břidlic v reakci na zvýšení mořské hladiny. Černé břidlice jsou směrem do nadloží nahrazovány vápenci, které plynule přechází do devonu.
Černé břidlice jsou typickou horninou ve spodním liteňském souvrství. Místy jsou zde vyvinuta vulkanická centra, například u Svatého Jana pod Skalou, vnichž se zachovaly alkalické bazické lávy a pyroklastika, a v jejich okolí vápence.
V nadložním kopaninském souvrství je sedimentace černých břidlic postupně nahrazována vápencovou sedimentací, vznikají vápnité břidlice a šedé vápence. Graptolitová fauna je rovněž směrem do nadloží nahrazována lilijicemi, ramenonožci, trilobity, hlavonožci a mlži. 
Svrchní přídolské souvrství je charakteristické tmavými šedými vápenci s vložkami břidlic, které dokumentují opětovné zvýšení mořské hladiny. Jsou zde zachovány fosilie graptolitů, ostrakodů, hlavonožců, mlžů, a velkých korýšů.